# Fato administrativo
Fato administrativo é aquele que provoca modificação no Patrimônio da entidade, sendo, por isso, objeto de contabilização através de conta patrimonial ou conta de resultado, podendo ou não alterar o Patrimônio Líquido.
O termo "Fato Administrativo" provém da literatura contábil do início do século XX, quando não havia ainda se desenvolvido nas empresas e nas escolas, a Administração como uma ciência ou prática autônoma, independente da Contabilidade. Mesmo o conceito tendo relação direta com a Teoria Contábil, contudo, modernamente pode-se afirmar existirem nas organizações os seguintes fatos:
- Fato administrativo
- Fato contábil
- Fato patrimonial (contexto econômico)
- Fato jurídico
- Fato social (contexto sociológico)

Os fatos administrativos podem ser:
- permutativos, qualitativos ou compensativos: representam trocas entre elementos ativos, passivos ou ambos, sem provocar variações no Patrimônio Líquido;
- modificativos ou quantitativos: provocam variações no Patrimônio Líquido;
- mistos: envolvem um fato permutativo e um modificativo, simultaneamente.